# Chionaema postgrisescens
Chionaema postgrisescens là một loài bướm đêm thuộc phân họ Arctiinae, họ Erebidae.